# Kriegerdenkmal Allerstedt
Das Kriegerdenkmal Allerstedt ist ein denkmalgeschütztes Kriegerdenkmal der Ortschaft Allerstedt im Ortsteil Wohlmirstedt der Gemeinde Kaiserpfalz in Sachsen-Anhalt. Im örtlichen Denkmalverzeichnis ist der Gedenkstein unter der Erfassungsnummer 094 82597 als Baudenkmal verzeichnet.
Das Kriegerdenkmal Allerstedt ist eine viereckige Stele mit umlaufenden Motiven, die von einem Eisernen Kreuz gekrönt wird. Auf der Vorderseite befindet sich die Inschrift 1914 – 1918 FÜR UNS Ihren gefallenen Helden in Dankbarkeit gewidmet Gemeinde Allerstedt sowie die Namen der Gefallenen des Ersten Weltkriegs. Die Rückseite ist den Gefallenen des Zweiten Weltkriegs gewidmet. Die Inschrift lautet Zum Gedenken für unsere Gefallenen des 2. Weltkrieges und den Opfern von Lüge und Haß Gewalt und Vertreibung. Darüber hinaus befindet sich am Sockel an der Rückseite eine weitere Inschrift Den Lebenden zur Mahnung und den Toten zur Ehre. Das Kriegerdenkmal steht an der Kreuzung Lindenstraße – Wiehesche Straße in Allerstedt.

## Quelle
- Kriegerdenkmal Allerstedt, abgerufen am 7. September 2017.